# Admiració
L'admiració és un reconeixement dels mèrits dels altres i el desig d'imitar-los. A diferència de l'enveja, és un sentiment positiu, ja que es limita a valorar el positiu de la cosa admirada, encara que suposi reconèixer les mancances pròpies. Es considera una emoció adaptativa, ja que afavoreix l'emulacié de conductes positives per a l'individu i per això es premia amb una sensació de plaer a l'organisme.

## Elements dignes d'admiració
Tot i que l'admiració és sempre un sentiment personal, ja que depèn de l'escala de valors, hi ha elements que culturalment s'han jutjat dignes d'admiració:
- per als creients, Déu i l'obra de la creació són sempre admirables, ja que un és la font de tota perfecció (i a part se l'ha de venerar) i l'altra una prova del seu poder i bondat (d'aquí tots els escrits religiosos sobre la natura)
- la bellesa i el sublim
- la virtut
- proeses tècniques o heroiques, gestes que s'escapin de la norma comuna

Les persones admirades poden esdevenir ídols de masses si tenen un grup de seguidors (fans) que el donen suport, com poden ser els cantants o els actors. Quan l'admiració és més propera, basada en una relació de mestre-deixeble, la persona admirada se sol anomenar mentor o inspirador.